# Friedrich Adolf Borsdorf
Friedrich Adolf Borsdorf (* 23. Dezember 1854 in Dittmannsdorf, Sachsen; † 15. April 1923 in London) war ein deutscher Hornist.

## Leben
Friedrich Adolf Borsdorf war Sohn eines Landwirts und Schüler von Oskar Franz. Er war Solohornist in verschiedenen bedeutenden Orchestern, so in Sir Henry Woods Queen’s Hall, im London Symphony Orchestra, beim London Philharmonic Orchestra, am Royal Opera House in Covent Garden (London) sowie im English National Opera Orchestra. Borsdorf war auch Mitglied in „God’s Own Horn Quartet“. 
Neben seiner solistischen Tätigkeit war er von 1882 bis 1923 Professor für Horn am Royal College of Music und von 1897 bis 1923 an der Royal Academy of Music. In dieser Tätigkeit revolutionierte er die Technik des Hornspiels in England. Mehrere der über 60 Schüler von Borsdorf wurden später berühmte Hornisten, darunter Alfred Brain und Aubrey Brain sowie Frank Probyn. Auch seine Söhne und Schüler Emil Borsdorf, Oskar Borsdorf und Francis Bradley wurden bekannte Hornisten. Francis änderte seinen Nachnamen, um nicht mit Vater oder einem seiner Brüder verwechselt zu werden. Außerdem waren deutsche Namen in seiner Zeit in England nicht besonders karrierefördernd.
Gemeinsam mit 40 anderen Musikern war Friedrich Adolf Borsdorf 1904 eines der Gründungsmitglieder des London Symphony Orchestra.